# Argiope ranomafanensis
Argiope ranomafanensis là một loài nhện trong họ Araneidae.
Loài này thuộc chi Argiope. Argiope ranomafanensis được miêu tả năm 1997 bởi Bjørn.